# Томас Ферфакс
Томас Ферфакс (енгл. Thomas Fairfax, 3rd baron Fairfax of Cameron; 1612–1671) био је енглески војсковођа и врховни командант снага Парламента у енглеским грађанским ратовима.

## Каријера
Ступио је на страну Парламента 1642. као генерал-лајтнант (командант коњице) и успешно је ратовао против ројалиста у Јоркширу. Касније се нарочито истакао у бици код Марстон Мура 2. јула 1644. Фебруара 1645. дошао је на чело парламентарних снага уместо Роберта Есекса. Добио је решавајућу битку код Нејзбија 14. јуна 1645. У другом грађанском рату 1648. тукао је ројалисте код Мејдстона и заузео Колчестер 27. августа.
Био је противник радикалних мера Парламента, посебно погубљења краља Чарлса I, па је 1650. поднео оставку. Придружио се генералу Монку 1660. при рестаурацији монархије.